# Herminio Boira Tortajada
Herminio Boira Tortajada (Sollana, Ribera Baixa, 8 de novembre de 1943) és un botànic i professor universitari valencià.

## Trajectòria
Catedràtic emèrit de Botànica i Geobotànica de la Universitat Politècnica de València, ha desenvolupat les seves activitats acadèmiques en el Departament de Biologia Vegetal-Botànica d'aquesta universitat, i com a professor de botànica a l'Escola Tècnica Superior d'Enginyers Agrònoms de València. Durant la seva trajectòria professional ha desenvolupat la seva activitat científica especialitzant-se en l'estudi de la vegetació costanera valenciana. Des de l'Institut Agroforestal de la Mediterrània, ha investigat les claus de futur de l'agricultura, els boscos i les espècies endèmiques, i també s'ha ocupat de l'estudi de les plantes medicinals. La seva investigació de la vegetació de la costa valenciana l'ha portat a advertir públicament del perill de desaparició de l'Albufera de València.

## Publicacions
- "Potencial alopático de extractos acuosos de "Lantana camara, eucalyptus camaldulensis" y "eriocephalus africanus" y posible uso como herbicidas naturales", amb Mercedes Verdeguer Sancho, David García i María Amparo Blázquez Ferrer. A: Herbología e biodiversidade numa agricultura sustentável: Lisboa, 10 a 13 de Novembro de 2009, coord. per E. de Sousa, I. M. Calha, I. Moreira, L. Rodrigues, J. Portugal i T. Vasconcelos, pàgs. 403-406 (2009)[4]
- "El paisaje litoral: acantilados", amb Rosa María Pérez Badia. A: Parques para mañana, coord. per S. Guillem Picó, G. Marina Moreno, J. F. Ballester-Olmos i A., Fanny Collado López, pàgs. 73-88 (2001)[4]
- Flora y vegetación de la Albufera de Valencia: bases para su recuperación, amb José Luis Carretero Cervero (eds.). València: Institució Alfons el Magnànim: Institució Valenciana d'Estudis i Investigació (1989)[5]
- La vegetación de la Albufera de Valencia[Enllaç no actiu]. Valencia: Fundación Universitaria San Pablo CEU (1987)[6]